# Exophyla platti
Exophyla platti är en fjärilsart som beskrevs av Louis Beethoven Prout 1925. Exophyla platti ingår i släktet Exophyla och familjen nattflyn. Inga underarter finns listade i Catalogue of Life.